# Micheline Marchildon
Pour les articles homonymes, voir Marchildon.
Micheline Marchildon est une actrice canadienne française née le 2 septembre 1974. Elle incarne Béatrice-Marie « BM » Williams dans le troisième téléroman franco-ontarien Météo+.

## Biographie
Elle est née à Winnipeg. Au fil des ans, Micheline Marchildon est aussi devenue une habituée des chaînes canadiennes francophones. En tant qu’humoriste, Micheline a créé le personnage de Mile Marchildon qu'elle présente sur les scènes du Festival d'humour de Winnipeg et du CBC Winnipeg Comedy Festival.
En 2006 elle présente un spectacle d’humour seule en scène, Dork : One Woman's Sexual Journey en tournée aux festivals Fringe de Montréal, Toronto et Winnipeg.

## Filmographie

### Cinéma
- 2001 : Inertia
- 2006 : La Vie secrète des gens heureux
- 2007 : You Kill Me
- 2017 : Christmas Connection (Décollage pour Noël au Québec rôle de Robin

### Télévision
- 2002 : Everybody's doing it
- Unique au monde
- 2003 : Clan Destin
- Faites le 2...
- 2008 : Météo+ : Béatrice-Marie « BM » Williams
- 2009 : Viens voir ici! : Animatrice
- 2018 : Sauver une vie pour Noël (Once upon a Christmas miracle) de Gary Yates : Rosa
- 2018 : Alerte enlèvement : ma fille a disparu ! (GONE: My Daughter) de Jeff Beesley : Teresa
- 2020 : Les 12 rendez-vous de Noël (On the 12th Date of Christmas) de Gary Yates : Dominique